# Edona Kastrati
Edona Kastrati (ur. 12 sierpnia 1999 w Kosowie) – kosowska piłkarka, reprezentantka Kosowa w piłce nożnej kobiet od 2020 roku.